# De Bilt
De Bilt é um município dos Países Baixos, situado na província da Utreque. Tem 67,13 km² de área e sua população em 2020 foi estimada em 43.190 habitantes.

## Transportes
No município de De Bilt existe apenas uma estação de comboio, a estação de Bilthoven, localizada na cidade de Bilthoven.
O município é servido pelos autocarros da operadora U-OV.
As auto-estradas A28 e A27, e pelas estradas regionais N234, N237, N412, e N417.